# Sarcidano
Sarcidano és una regió històrica de Sardenya centre-occidental dins les províncies d'Oristany i Sardenya del Sud, que limita amb les subregions sardes de Barigadu, Marmilla, Trexenta i Barbagia di Belvì. Està delimitada pel Campidano i la Barbagia, i comprèn els llacs artificials de Mulargia i Flumendosa.
Comprèn els municipis de Genoni, Laconi, Isili, Nuragus, Nurallao, Nurri, Villanova Tulo i Orroli.